# Rafael Botella Coloma
Rafael Botella y Coloma (Madrid, 24 de octubre de 1837 – Cádiz, 24 de febrero de 1891) fue un pintor y profesor español que desarrolló su labor docente en Cádiz.

## Biografía
Hijo del pianista Rafael Botella Serra y de Teresa Coloma, y hermano del arquitecto Baldomero Botella Coloma. Estudió pintura en la Real Academia de Bellas Artes de San Fernando, donde fue discípulo de Pablo Pardo González y Tomás Valdés. El curso 1858-59 obtuvo premio extraordinario en la asignatura de "dibujo por el natural, antiguo y ropages" en la Escuela Superior de Pintura  Escultura y Grabado. En las exposiciones nacionales de 1860, 1862 y 1864 participó con obras como Agar e Ismael, La Magdalena a los pies de Cristo, El Jardín. El Paraíso en noche de baile (1862), Resurrección de la hija de Jairo (1864), Júpiter transformado en cisne, enamorando a Leda (1864), Jossué descalzándose de orden del Ángel (boceto 1864) y algunos retratos. Obtuvo en la última, mención honorífica especial.
En 1864, con 27 años, fue nombrado profesor interino de la Escuela de Bellas Artes de Cádiz y un año después catedrático. En ese cargo diseñó en 1876 el modelo para la medalla de premios de dicha institución. Su cuadro Júpiter y Leda fue premiado con mención honorífica en la Exposición celebrada en Cádiz en 1870. Asistió en diciembre de 1876, como profesor de la Academia de Bellas Artes, al acto inaugural de la Academia Gaditana de Ciencias y Letras. También queda documentado que al menos desde el curso 1875-76 fue responsable de la Sección de Señoritas de la Escuela de Bellas Artes de Cádiz, impartiendo todas las materias y contando como ayudantes en la clase de Dibujo de Figura a Manuel García Barcía y a Manuel Barco y Andreu.
Fue académico de la Academia Provincial de Bellas Artes desde 1875, y desempeñó el cargo de bibliotecario entre 1879 y 1888

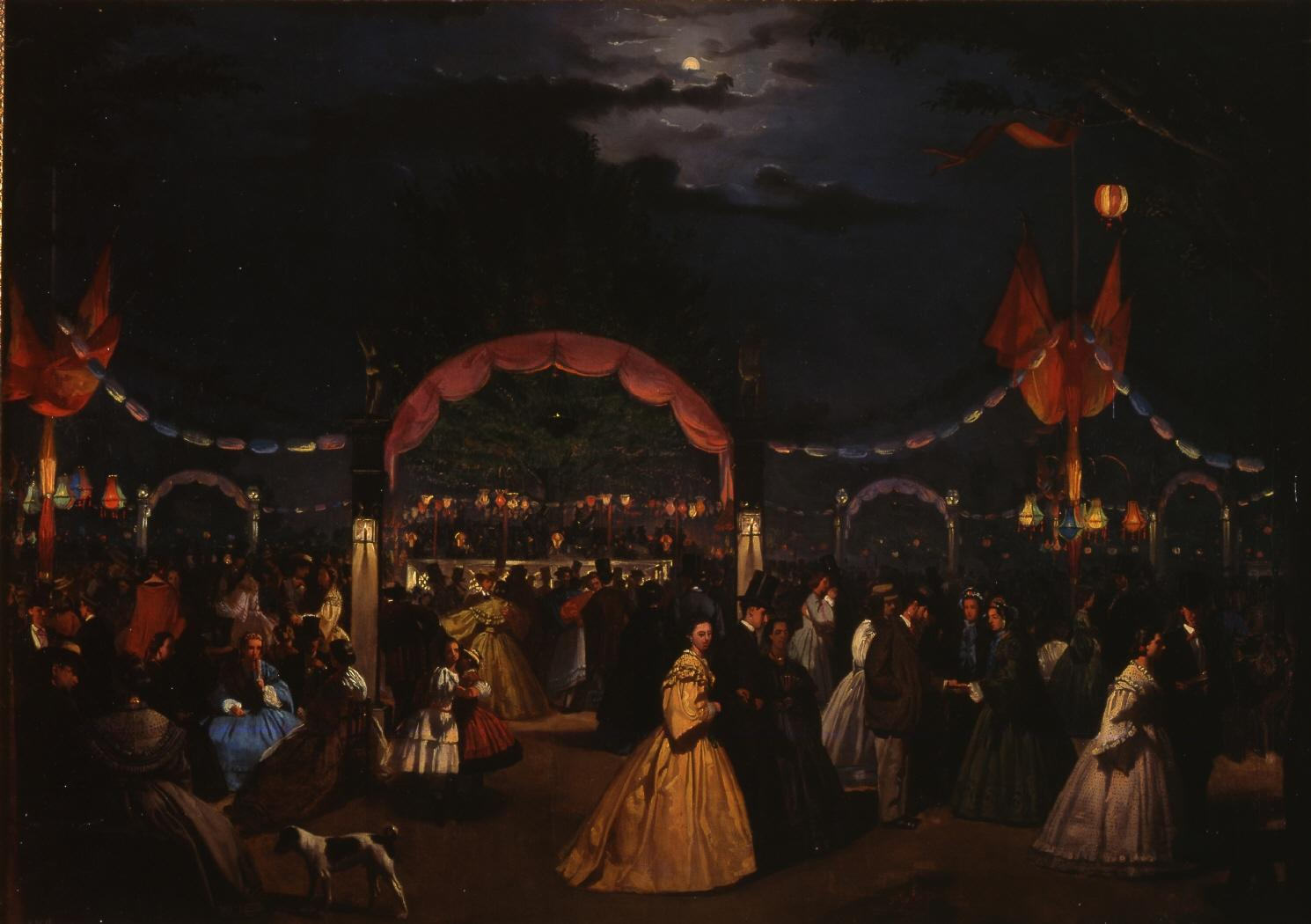
El Jardín. El Paraiso en noche de baile (1862), cuadro depositado en el Museo de Historia de Madrid. Representa un baile nocturno en el llamado “Paraiso”, situado en el Paseo del Prado de Madrid, en el espacio luego ocupado por el Ministerio de la Marina. Los efectos de luces artificiales coloreadas y grupos de gentes que charlan, pasean y bailan delatan un "evidente contacto con la pintura francesa e italiana contemporánea del tipo del joven Manet o ciertos macchiaioli".

En 1882 fue nombrado director de la Escuela de Artes y Oficios de Cádiz, cargo que desempeñaría hasta su muerte. Durante ese periodo, en enero de 1885 formó parte de la ponencia para elaborar el reglamento y presupuesto de la Escuela de Artes y Oficios de Cádiz. y en julio de 1887 asistió, como representante de la Academia de Bellas Artes, a una conferencia del diputado a Cortes por Jerez, duque de Almodóvar del Río en el Gobierno Civil de Cádiz, junto al gobernador civil interino Cayetano del Toro.
Casado con María del Carmen Domínguez Elorza, alumna suya de la Escuela de Artes y Oficios de Cádiz, el 3 de agosto de 1889, en la parroquia de San Antonio de Cádiz,e el matrimonio tuvo una única hija, nacida el 22 de agosto de 1890 en su domicilio de la calle San José n.º 33 y bautizada con el nombre de la madre.
El 1 de enero de 1891 fue nombrado vocal para el tribunal de oposiciones a la vacante de profesor de Modelado y Vaciado de Adorno de la Escuela de Bellas Artes de Cádiz. Un mes después moriría en su domicilio, el martes 24 de febrero de 1891 a las 00:30h de la madrugada a causa de “esclerosis cerebro-espinal”, dejando testamento en la notaría de José María Clavero y Genís de Cádiz.